# Stark stetige Gruppe
Eine stark stetige Gruppe ist eine Familie {\displaystyle (T(t))_{t\in \mathbb {R} }} von beschränkten linearen Operatoren von einem reellen oder komplexen Banachraum {\displaystyle X} in sich und ist ein Spezialfall einer stark stetigen Halbgruppe. Stark stetige Gruppen werden bei der Untersuchung von partiellen Differentialgleichungen angewandt, die einen reversiblen Vorgang beschreiben.

## Definition
Seien {\displaystyle X} ein Banachraum und {\displaystyle T=(T(t))_{t\in \mathbb {R} }} eine Familie beschränkter linearer Operatoren {\displaystyle T(t):X\rightarrow X} für {\displaystyle t\in \mathbb {R} }. Gilt
- {\displaystyle T(0)=I},
- {\displaystyle T(s+t)=T(s)T(t)} für alle {\displaystyle s,t\in \mathbb {R} } und
- {\displaystyle \lim _{t\rightarrow 0}T(t)x=x} für alle {\displaystyle x\in X},

wird diese Familie stark stetige Gruppe genannt.

## Infinitesimaler Erzeuger
Der (infinitesimale) Erzeuger {\displaystyle (A,D(A))} ist gegeben durch
{\displaystyle D(A):=\left\{x\in X:\lim _{h\rightarrow 0}{\frac {T(h)x-x}{h}}\ \mathrm {existiert} \right\}}
und
{\displaystyle Ax:=\lim _{h\rightarrow 0}{\frac {T(h)x-x}{h}}} für {\displaystyle x\in D(A)}.

## Folgerungen
- Erzeugen {\displaystyle (A,D(A))} eine stark stetige Halbgruppe {\displaystyle (T_{+}(t))_{t\geq 0}} mit {\displaystyle \|T_{+}(t)\|\leq Me^{\omega t}} und {\displaystyle (-A,D(A))} eine stark stetige Halbgruppe {\displaystyle (T_{-}(t))_{t\geq 0}} mit {\displaystyle \|T_{-}(t)\|\leq Me^{\omega t}} für ein {\displaystyle \omega \in \mathbb {R} }, {\displaystyle M>0} und alle {\displaystyle t>0}.

So ist {\displaystyle (A,D(A))} der Erzeuger einer stark stetigen Gruppe {\displaystyle (T(t))_{t\geq 0}} mit {\displaystyle T(t)=T_{+}(t)} für {\displaystyle t\geq 0}, {\displaystyle T(t)=T_{-}(-t)} für {\displaystyle t<0} und {\displaystyle \|T(t)\|\leq Me^{\omega |t|}} für {\displaystyle t\in \mathbb {R} }.
- Sei {\displaystyle (A,D(A))} ein dicht definierter, abgeschlossener Operator und es existiere {\displaystyle \omega \in \mathbb {R} } und {\displaystyle M>0}, so dass {\displaystyle (\omega ,\infty )\cup (-\infty ,-\omega )\subset \rho (A)} und {\displaystyle \|((|\lambda |-\omega )R(\lambda ,A))^{n}\|\leq M} für alle {\displaystyle \lambda >\omega ,\lambda <-\omega } und alle {\displaystyle n\in \mathbb {N} }.

Dann erzeugt {\displaystyle (A,D(A))} eine stark stetige Gruppe {\displaystyle (T(t))_{t\in \mathbb {R} }} mit {\displaystyle \|T(t)\|\leq Me^{\omega |t|}} für alle {\displaystyle t\in \mathbb {R} }. Hierbei stehen {\displaystyle R(\lambda ,A)}  für die Resolvente und {\displaystyle \rho (A)} für die Resolventenmenge von {\displaystyle A}.

## Satz von Stone
Marshall Harvey Stone veröffentlichte 1932 in den Annals of Mathematics folgenden Satz: Seien {\displaystyle X} ein Hilbertraum und {\displaystyle T} eine stark stetige Gruppe, wobei {\displaystyle T(t)} für alle {\displaystyle t\in \mathbb {R} } unitär ist. Dann existiert ein selbstadjungierter Operator {\displaystyle A}, so dass {\displaystyle iA} der Erzeuger von {\displaystyle T} ist. Umgekehrt erzeugt {\displaystyle iA} für jeden selbstadjungierten Operator {\displaystyle A} eine stark stetige Gruppe aus unitären Operatoren.